# قلعه‌ملک (فریدن)
قلعه‌ملک (فریدن)، روستایی از توابع بخش مرکزی شهرستان فریدن در استان اصفهان ایران است.که مردم آن به گویش بختیاری تکلم می کنند.

## جمعیت
این روستا در دهستان ورزق جنوبی قرار دارد و براساس سرشماری مرکز آمار ایران در سال ۱۳۸۵، جمعیت آن ۱۵۲ نفر (۴۰خانوار) بوده‌است.